# Лира-Т
«Лира-Т» — российский трассовый радиолокационный комплекс, включающий в себя две обзорные РЛС «ЛИРА-ТВК» со встроенными вторичными локаторами и аппаратурой государственного опознавания, дублированную аппаратуру первичной обработки информации «АПОИ-ТВК», комплекс средств отображения КАСО «ТОПАЗ 2000» с резервированием устройств. Выпускается на ЛЭМЗ.

## Назначение
Подвижная двухкоординатная РЛС кругового обзора «Лира-Т» используется для обзора воздушного пространства и определения координат — азимута, наклонной дальности и высоты (по каналу ВРЛ) обнаруженных воздушных судов. Встроенная аппаратура вторичного радиолокатора (ВРЛ) позволяет определять координаты воздушных судов, и получать дополнительную информацию о них в соответствие с стандартами РФ и нормами ИКАО (высота, бортовой номер, запас топлива, информация о наличии на борту аварийной ситуации). Полученная с помощью первичного и вторичного каналов радиолокационная информация передается на аппаратуру первичной обработки информации «АПОИ-ТВК», которая состоит из монитора для отображения воздушной обстановки, панели управления и устройства сопряжения с потребителями информации.

## Состав
В состав радиолокационного комплекса входят: 
- приемо-передающая кабина
- комплект выносного оборудования
- электростанция и комплект запасного имущества и принадлежностей
- антенно-фидерная система
- три шкафа приемо-передающей аппаратуры канала первичного радиолокатора
- шкаф управления и автоматики
- шкаф обработки и селекции движущихся целей
- шкаф вторичного радиолокатора
- электропривод вращения
- токосъемник
- вспомогательное оборудование

Выносное оборудование размещается в аппаратном зале и включает в шкаф дистанционного управления, блок питания, распределительные щиты, осциллограф и комплект соединительных кабелей.

## Тактико-технические характеристики
- Диапазон частот первичной РЛС: S-диапазон (длина волны 10см).
- Диапазон частот вторичной РЛС: 1030, 1090, 740 МГц.
- Предел работы по дальности: 350 км.
- Предел работы по азимуту: 360 градусов.
- Предел работы по углу места: 45 градусов.
- Разрешающая способность по дальности: 500 м.
- Разрешающая способность по азимуту: 1.5 градуса.